# May Andersen
Lykke May Andersen (Copenaghen, 19 giugno 1982) è una modella danese.

## Carriera
May Andersen debutta nel mondo della moda nel giugno 1998 sfilando per Valentino sulle passerelle dell'alta moda di Parigi. Seguiranno numerose altre esperienze nel campo, fra cui le sfilate di Gianfranco Ferré, Miu Miu, Philosophy di Alberta Ferretti, Prada, Louis Vuitton, Christian Dior e Victoria's Secret e le copertine di L'Officiel, Vogue, Elle, Marie Claire, Harper's Bazaar e soprattutto Sports Illustrated Swimsuit Issue. Inoltre la Andersen è stata la testimonial per la campagna pubblicitaria del turismo danese.
Nel 2000 è stata vittima di un grave incidente stradale, ma ha ottenuto un risarcimento dalla città di New York in seguito ad un lungo processo. Il 20 aprile 2006 desta particolare scalpore la notizia che May Andersen è stata arrestata per aver aggredito una hostess nel volo da Amsterdam a Miami. Dopo che è stata arrestata nel 2006, la sua agenzia, la Elite Model Management di Los Angeles ha adottato come nome ufficiale per la modella il nome Lykke May.
Grazie a questi episodi, ed altri episodi riportati principalmente da riviste di cronaca rosa (come le sue relazioni sentimentali con Marcus Schenkenberg o con Stephen Dorff), la popolarità della modella è cresciuta a tal punto che il personaggio di Mae Anderson (interpretato da Erika Christensen) nella serie televisiva Six Degrees - Sei gradi di separazione è evidentemente stato ispirato a lei.

## Agenzie
- AMT Models
- Traffic Models - Barcellona
- Storm Model Agency - Londra
- Modelwerk
- Talents Models
- 2pm Model Management - Danimarca
- Priscillas Model Management
- Ford Models - Parigi
- NBPeople
- Elite Model Management - Los Angeles
- Muse Management